# تخم بلوط عليا (مقاطعة تشرداول)
تخم بلوط عليا (بالفارسية: تخم بلوط علیا) هي قرية تقع في قسم هليلان الريفي في إيران. يقدر عدد سكانها بـ 641 نسمة .